# Сан Пјеро а Сјеве
Сан Пјеро а Сјеве (итал. San Piero a Sieve) је насеље у Италији у округу Фиренца, региону Тоскана.
Према процени из 2011. у насељу је живело 2951 становника. Насеље се налази на надморској висини од 215 м.

## Становништво
Према резултатима пописа становништва 2011. у општини је живело 4.240 становника.
| 1936. | 1951. | 1961. | 1971. | 1981. | 1991. | 2001. | 2011. |
| ----- | ----- | ----- | ----- | ----- | ----- | ----- | ----- |
| 3.763 | 3.549 | 3.112 | 3.123 | 3.317 | 3.770 | 3.758 | 4.240 |